# جاي إل. لي
جاي إل. لي (بالإنجليزية: Jay Lee)‏ هو مدير فني أمريكي، ولد في 27 سبتمبر 1887 في مقاطعة توسكولا في الولايات المتحدة، وتوفي في 1 مارس 1970 في ترافيرس سيتي في الولايات المتحدة.